# Thomisus madagascariensis
Thomisus madagascariensis är en spindelart som beskrevs av Comellini 1957. Thomisus madagascariensis ingår i släktet Thomisus och familjen krabbspindlar.
Artens utbredningsområde är Madagaskar. Utöver nominatformen finns också underarten T. m. pallidus.